# CXorf51B
CXorf51B (англ. Chromosome X open reading frame 51B) – білок, який кодується однойменним геном, розташованим у людей на довгому плечі X-хромосоми. Довжина поліпептидного ланцюга білка становить 108 амінокислот, а молекулярна маса — 12 028.
| 10         |  | 20         |  | 30         |  | 40         |  | 50         |
| ---------- |  | ---------- |  | ---------- |  | ---------- |  | ---------- |
| MAKVTSEPQK |  | PNEDVDEQTP |  | STSSTKGRKK |  | GKTPRQRRSR |  | SGVKGLKTTR |
| KAKRPLRGSS |  | SQKAGETNTP |  | AGKPKKARGP |  | ILRGRYHRLK |  | EKMKKEEADK |
| EQSETSVL   |  |            |  |            |  |            |  |            |

A: Аланін

D: Аспарагінова кислота

E: Глутамінова кислота

G: Гліцин

H: Гістидин

I: Ізолейцин

K: Лізин

L: Лейцин

M: Метіонін

N: Аспарагін

P: Пролін

Q: Глутамін

R: Аргінін

S: Серин

T: Треонін

V: Валін